# Regierung der Landgrafschaft Hessen-Homburg
Die Regierung der Landgrafschaft Hessen-Homburg wurde durch den Landgrafen, den Geheimen Rat und die Landesregierung gebildet.

## Allgemeines
Die Landgrafschaft Hessen-Homburg war im Heiligen Römischen Reich ein reichsunmittelbares Territorium, das ausschließlich aus dem Amt Homburg bestand. Mit der Rheinbundakte 1806 wurde die Landgrafschaft mediatisiert und dem Großherzogtum Hessen angeschlossen. 1815 erhielt die Landgrafschaft die Souveränität zurück und gewann mit dem Oberamt Meisenheim zusätzliches Gebiet. Dennoch blieb es der kleinste Staat im Deutschen Bund.

### Die Landgrafen
An der Spitze der Landgrafschaft standen die Landgrafen. Sie waren gleichzeitig auch Regierungs- und Verwaltungschefs. Alle Entscheidungen über Gesetze und Verordnungen wurden vom Landgrafen getroffen.
Die Landgrafen im Deutschen Bund waren:
- Friedrich V. Ludwig Wilhelm Christian (* Homburg v. d. Höhe, 30. Januar 1748, † Homburg vor der Höhe, 20. Januar 1820/reg. 1766–1820)
- Friedrich VI. Joseph Ludwig Carl August General der Kavallerie (Österreich) (* Homburg vor der Höhe, 30. Juli 1769, † Homburg vor der Höhe, 2. April 1829/reg. 1820–1829)
- Ludwig Wilhelm Gouverneur von Luxemburg/General der Infanterie (Preußen) (* Homburg vor der Höhe, 29. August 1770, † Luxemburg, 19. Januar 1839/reg. 1829–1839)
- Philipp August Friedrich Gouverneur der Bundesfestung Mainz /Feldmarschall (Österreich) (* Homburg vor der Höhe, 11. März 1779, † Homburg vor der Höhe, 15. Januar 1846/reg. 1839–1846)
- Gustav Adolf Friedrich General der Kavallerie (Österreich) (* Homburg vor der Höhe, 17. Februar 1781, † Homburg vor der Höhe, 8. September 1848/reg. 1846–1848)
- Ferdinand Heinrich Friedrich General der Kavallerie (Österreich) (* Homburg vor der Höhe, 26. April 1783, † Homburg vor der Höhe, 24. März 1866/reg. 1848–1866)

### Der Geheime Rat
Mit Verordnung vom 12. Mai 1817 wurde ein Geheimer Rat geschaffen. Seine Aufgaben waren breit gefasst. Hierzu gehörten die landgräflichen Haus- und Familienangelegenheiten, die auswärtigen Angelegenheiten, die oberste Leitung der inneren staatsrechtlichen Angelegenheiten, die Aufsicht über die anderen Landesbehörden, Beschwerde- und Gnadensachen sowie Personalangelegenheiten.
Die Entscheidung traf der Landgraf, der dem Geheimen Rat vorsaß. Der Geheime Rat hatte lediglich beratende Funktion. Die Vorbereitung und Signatur der bzw. in landesherrlichen Reservatssachen die Gegenzeichnung der Gesetze Verordnungen und Verfügungen oblag dem Dirigierenden Geheimen Rat.
Der Dirigierende Geheime Rat war der höchste Beamte in der Landgrafschaft. Folgende Personen wurden von den jeweiligen Landgrafen in diese Funktion berufen:
- 1817–1818: Karl Philipp August Otto Ludwig Freiherr von Zyllnhardt, Dirigierender Geheimer Rat und Präsident
- 1820–1827: Johann Philipp von Hert, Dirigierender Geheimer Rat und Präsident sämtlicher Landeskollegien
- 1828–1832: Carl Friedrich Justus Emil (seit 1830 von) Ibell, Dirigierender Geheimer Rat und Präsident sämtlicher Landeskollegien
- 1832–1841: Vakant
- 1841–1847: Karl Bernhard von Ibell, Dirigierender Geheimer Rat
- (1847–1848): Ludwig Karl Wilhelm Henrich, prov. Regierungsdirektor
- 1848–1862: Dr. jur. Christian Bansa
- 1862–1866: Georg Ferdinand Fenner, Dirigierender Geheimer Rat

Der zweite Mann in der Regierung war der Regierungsdirektor.
- 1818–1820: Carl Philipp Reichard, Regierungsdirektor
- 1820–1827: Johann Philipp von Hert, Geheimer Rat
- 1828–1834: Carl Friedrich Justus Emil (seit 1830 von) Ibell, Geheimer Rat
- 1835–1851, Ludwig Karl Wilhelm Henrich, Geheimer Rat, später Regierungsdirektor
- 1853–1861: Johann Wilhelm Zurbuch, Regierungsdirektor
- 1861–1866: Ferdinand Wernigk, Regierungsdirektor

## Die Landesregierung
Mit Verordnung vom 18. Februar 1818 entstand die Landesregierung aus den bisherigen Gremien Regierung, Hofgericht, Konsistorien, Kammer, Forstkollegium und Collegium medicum. Die Landesregierung trat nur ausnahmsweise in allgemeinen und übergreifenden Fragen gemeinsam zusammen. Sie war in drei Deputationen geteilt:
- I Justiz (Zivil und Strafrecht sowie Ehe- und Disziplinarsachen der bisherigen Konsistorien)
- II Landesadministration, Polizei, Gesundheitswesen, Armenpflege, Stiftungsaufsicht, Postwesen, Kirchen- und Schulsachen etc.
- III Finanz- und Kameralverwaltung einschließlich Domänen- und Forstverwaltung.

Die Landesregierung war dem Geheimen Rat untergeordnet.

## In der Märzrevolution
Erst nach der Märzrevolution 1848 kam Landgraf Gustav seiner Verpflichtung aus Art. 13 der Deutschen Bundesakte nach, eine „landständige Verfassung“ zu erlassen. Die Verfassung von Hessen-Homburg vom 3. Januar 1850 enthielt Vorschriften über die Regierung und deren Verhältnis zum Landgrafen und dem neu geschaffenen Landtag von Hessen-Homburg. Diese Verfassungsbestimmungen wurden jedoch nie umgesetzt und die Verfassung von seinem Nachfolger Landgraf Ferdinand mit Beginn der Reaktionsära wieder aufgehoben.

## Gerichtsorganisation
Die erste Deputation der Regierung war gleichzeitig Gericht der zweiten Instanz. Siehe hierzu Gerichtsorganisation in der Landgrafschaft Hessen-Homburg.